# مخمل‌ماهی دایره‌ای
مخمل‌ماهی دایره‌ای (نام علمی: Caracanthus) نام یک سرده از تیره عقرب‌ماهیان است.